# فرانك كونورز
فرانك كونورز هو نقابي وسياسي أسترالي، ولد في 12 يناير 1888، وتوفي في 6 نوفمبر 1963. نشط حزبياً في حزب العمال الأسترالي. وقد انتخب عضو الجمعية التشريعية لنيو ساوث ويلز ‏.